# Locomotiva FS D.255
Le locomotive del gruppo D.255 sono locomotive diesel da manovra, a trasmissione idrodinamica, di rodiggio C a scartamento normale.

## Storia
Il gruppo di locomotive da manovra D.255 nasce come evoluzione dei precedenti progetti di rotabili da manovra della Badoni a metà degli anni ottanta. 
Un primo prototipo, derivato dalle locomotive Henschel DHG 700 C, venne prodotto da Greco nel 1987; tale locomotiva riporta il numero identificativo 255.2101 e differisce notevolmente dai successivi modelli di serie.
In seguito a partire dal 1988 venne iniziata la produzione di serie che consta di 30 unità, dalla Badoni di Lecco e dalla Greco, anch'essa affermata azienda produttrice di locomotive da manovra.

## Caratteristiche
La locomotiva D.255 è un moderno rotabile da manovra, di rodiggio C, della potenza meccanica di 450 kW, adatto a un lavoro continuativo e in grado di essere manovrato in radiocomando.
Il convertitore di coppia è idrodinamico automatico e presenta la caratteristica di essere invertibile anche in marcia realizzando la frenatura dinamica della colonna in manovra.
La locomotiva è dotata di impianto frenante a ceppi ad aria compressa con freno Westinghouse. Anche le sabbiere sono azionate ad aria compressa. 
La cabina di guida, posta in posizione paracentrale, è sospesa elasticamente al telaio e realizza un miglior confort per il guidatore. La velocità massima autorizzata è di 50 km/h

## Unità assegnate a Mercitalia Rail
Dal 2017 le locomotive D.255 assegnate a Mercitalia Rail (ex Trenitalia Cargo) sono in totale 23.
- 23 D.255 assegnate al deposito Bologna San Donato.